# Russische Reichsbewegung
Die Russische Reichsbewegung (russisch Русское Имперское Движение Russkoje Imperskoje Dwischenije) oder Russische Imperialbewegung (von Medien auch Russian Imperial League genannt) ist eine monarchistische und ultranationalistische revisionistische Organisation in Russland, die Rechtsextremisten und Neonazis rekrutiert und sie in paramilitärischen Lagern für Kampfhandlungen trainiert. Die Organisation wurde 2002 von Stanislaw Worobjow in Sankt Petersburg gegründet und hat eine Zweigstelle in Moskau unter Führung von Pawel Wassiljew.

## Positionen
Die Russische Reichsbewegung verfolgt laut Selbstdarstellung den Wiederaufbau des Zarismus und des Russischen Reichs durch Rückeroberung „verlorener Territorien“ im postsowjetischen Raum. Ihren Slogan bezieht die Gruppe aus einer vermeintlichen Aussage von Erzpriester Johannes von Kronstadt: „In der Hölle gibt es die Demokratie. Der Himmel ist ein Königreich.“ Die Russische Reichsbewegung ist Teil einer größeren Koalition rechtsextremer, monarchistisch-nationalistischer Gruppierungen in Russland, die sich unter dem Namen Russkije („Russen“) konstituiert und sich jährlich zum Russischen Marsch versammelt. Hierzu gehören die Bewegung gegen illegale Immigration (DPNI), die Slawjanskaja Sila („Slawische Kraft“) als Nachfolgeorganisation der Slawischen Union, die Nationalsozialistische Initiative, Pamjat und Ableger des Bundes des russischen Volkes. Diese Koalition repräsentiert ein breites Spektrum rechten Gedankenguts. Einige Gruppen in der Russkije-Bewegung vertreten nazistische Ideen während andere sich gegen Immigranten wenden. Gemeinsam ist diesen Gruppen jedoch die ideologische Anknüpfung an den Antisemitismus der Schwarzen Hundert sowie imperialistisches Gedankengut. Die Russische Reichsbewegung fordert eine noch härtere russische Außenpolitik, hat Kämpfer für die russische Besetzung der Ostukraine im Rahmen des russisch-ukrainischen Kriegs rekrutiert und spricht der ukrainischen Nation die Existenzberechtigung ab.
Politisch ist die Russische Reichsbewegung mit der Partei Rodina affiliiert und hat gemeinsam mit Rodina eine Konferenz in Sankt Petersburg organisiert, die sich gegen „Liberalismus, Multikulturalismus und Toleranz“ wendet.

## Paramilitärische Aktivität
Der paramilitärische Arm der Russischen Reichsbewegung heißt Reichslegion bzw. Russian Imperial Legion und wurde 2008 gegründet. Die Organisation hat zwei Trainingslager, wo sie russische und ausländische, darunter auch deutsche Extremisten im Rahmen des Trainingsprogramms Partisan ausbildet.
Die Reichslegion beteiligte sich gemeinsam mit anderen Neonazis und Rechtsextremen wie etwa Russitsch der Gruppe Wagner am russisch-ukrainischen Krieg seit 2014 und beteilige sich ab März 2022 auch am russischen Überfall auf die Ukraine 2022. Der Gründer der Gruppe, Stanislaw Worobjew, behauptete, dass er und andere Mitglieder der Russischen Reichsbewegung an der Krim-Annexion beteiligt waren.

## Vernetzung und Anschläge
2008 trafen sich Mitglieder der Russischen Reichsbewegung mit Vertretern der Svenskarnas parti. Die Russische Reichsbewegung pflegt Kontakte zur Nordischen Widerstandsbewegung, eine Gruppierung von Neonazisten in Skandinavien. 2016 verübten Anhänger der Nordischen Widerstandsbewegung einen Bombenanschlag auf ein Lokal und zwei Heime von Asylbewerbern. Kurz vor dem Anschlag waren die Männer nach Russland gereist, um dort im Partisan-Programm der Reichslegion zu trainieren. Laut der Staatsanwaltschaft war das paramilitärische Training in Russland der entscheidende Schritt bei der Radikalisierung der Täter: Dort hätten sie gelernt, Bomben herzustellen. Anfang 2020 wurde der vermeintliche Recruiter der Russischen Reichsbewegung in Stockholm festgenommen. Die Gruppe hatte den Mann zuvor als Vertreter der Bewegung in Schweden beschrieben. Die Festnahme erfolgte, nachdem die schwedische Polizei ein geheimes Waffenlager in der Wohnung des Mannes entdeckt hatte.
Außerhalb Skandinaviens unterhält die Russische Reichsbewegung Kontakte zur Monarchisten-Partei Schwarz-Gelbe Allianz in Österreich.
Spanien
Der Gründer und Anführer der Russischen Reichsbewegung nahm zusammen mit Vertretern der Allianz für Frieden und Freiheit an einer Konferenz in Madrid teil, die von der rechtsextremen Democracia Nacional organisiert wurde. Im April 2020 erhielt das Spanische Innenministerium die geheimdienstliche Information, dass die Russische Reichsbewegung Rechtsextremisten in Spanien dazu anstifte, Anschläge auf die Infrastruktur und das Transportsystem des Landes zu verüben und die durch das Coronavirus ohnehin angespannte Lage weiter zu verschärfen.
Die Russische Imperialbewegung steht auch im Verdacht, Ende 2022 in Spanien eine Serie von Briefbomben verschickt zu haben.
Deutschland
Im Mai 2018 besuchten Vertreter der Russischen Imperialbewegung einen von den Jungen Nationalisten Sachsen ausgerichteten Europakongress in Riesa. Weitere Teilnehmer des Kongresses waren unter anderem die nationalsozialistische Partei Bulgarische National Union und Srpska Akcija („Serbische Union“). In Dortmund nahmen Aktivisten der russischen Organisation im November 2017 an einer Veranstaltung der Partei Die Rechte teil.
Im Juni 2020 berichtete das Nachrichtenmagazin Focus unter Berufung auf Sicherheitskreise, dass die Organisation auch deutsche Rechtsextremisten für Kampfhandlungen ausbildet. Das paramilitärische Training hätten mehrere Mitglieder der vom Verfassungsschutz beobachteten NPD-Jugendorganisation Junge Nationalisten und der rechtsextremistischen Partei Der III. Weg absolviert. Die Teilnehmer seien im Umgang mit Waffen und Sprengstoff sowie für den militärischen Nahkampf trainiert worden.

## Sanktionen
Im April 2020 stuften die Vereinigten Staaten die Russische Reichsbewegung als ausländische Terrororganisation ein und setzten ihre drei Anführer auf die Liste der Specially Designated Nationals and Blocked Persons.
Deutsche Sicherheitsbehörden seien über das Training der Rechtsextremisten in Russland informiert. Mehrmals hätten deutsche Stellen vergeblich mit den Verbindungsleuten des russischen Inlandsgeheimdienstes FSB über die Ausbildungslager für Sabotage gesprochen. Deutsche Sicherheitsbeamte gehen davon aus, dass die russische Regierung die paramilitärischen Trainingscamps zumindest duldet.
Im Juli 2025 wurde die Organisation im Vereinigten Königreich verboten.